# Adolf Šmit
Adolf Šmit, hrvatski bosanskohercegovački bivši nogometni vratar i nogometni trener. Igrao za Željezničar iz Sarajeva. Sezone 1921./22. branio je za Željezničar koji je tad igrao u 2. razredu sarajevskog nogometnog podsaveza. Sljedeće sezone vodio je Željezničar kao trener koji se natjecao u istom ligaškom natjecanju.